# Štirikotnik
Štírikótnik ali četverokótnik ali s tujko tetragon je v geometriji ravninski lik, ki ima štiri stranice in štiri oglišča. Štirikotnik je poseben primer mnogokotnika.

## Splošne značilnosti
Štirikotnik ima dve diagonali.
Vsota notranjih kotov v štirikotniku je vedno 360º. Tudi vsota zunanjih kotov je enaka 360°. Štirikotnik je možen, če je vsota vseh ostalih stranic večja ali enaka gledane stranice npr. gledamo stranico A  B+C+D>=A

## Delitev
Štirikotnike lahko delimo glede na različne kriterije. Enostavni štirikotniki so tisti, pri katerih se po dve zaporedni stranici stikata v oglišču, drugih presečišč pa stranice nimajo. Kompleksni štirikotniki imajo poleg oglišč še druga presečišča stranic.
Za matematiko so bolj zanimivi enostavni štirikotniki, ki se naprej delijo na konveksne in konkavne.
Posebni primeri štirikotnikov so:
- Deltoid - štirikotnik, ki ima dva para sosednjih skladnih stranic. Posebna primera deltoida sta romb in kvadrat.
- Trapez - štirikotniki, ki ima dve stranici vzporedni. Poseben primer trapeza je enakokraki trapez.
- Paralelogram - štirikotnik, ki ima dva para vzporednih stranic (oziroma tudi: dva para nasprotnih skladnih stranic). Posebni primeri paralelogramov so romb, pravokotnik in kvadrat.
- Kvadrat je pravilni štirikotnik. To pomeni, da ima vse kote skladne in vse stranice skladne.
- Tangentni štirikotnik je štirikotnik, ki mu lahko včrtamo krožnico.
- Tetivni štirikotnik je štirikotnik, ki mu lahko očrtamo krožnico.
- Bicentrični štirikotnik je štirikotnik, ki je hkrati tetivni in tangentni štirikotnik.